# Ndiébène Gandiol
 (décembre 2015).
Si vous disposez d'ouvrages ou d'articles de référence ou si vous connaissez des sites web de qualité traitant du thème abordé ici, merci de compléter l'article en donnant les références utiles à sa vérifiabilité et en les liant à la section « Notes et références ».
Ndiébène Gandiol est une commune du Sénégal situé à 20 kilomètres de la ville de Saint-Louis, sur la Grande-Côte, non loin de l'embouchure du fleuve Sénégal. Elle fait partie de l'arrondissement de Rao, du département de Saint-Louis et de la région de Saint-Louis

## Historique
Ndiébéne Gandiol fut créé par un certain Ndiambé ou Ndieumbé Diop. Il fut un chasseur  provenant du Djolof toujours accompagné de son fidèle griot Deuleuss Diouck. Pendant plusieurs années, il passa une partie de la saison sèche pour chasser. La viande de ses proies était mise en boucanée « séél » et leur servait de nourriture une fois de retour sur Djolof. Pendant une année,les pluies, qui lui ont surpris dans la région, ont fait pourrir toutes ses provisions. Après une longue méditation, il décida de rester car n'ayant plus de nourriture en réserve. Il rejoignit le village de Gantour qui se trouvait être le plus près,et qui daterait plus d'un siècle. Quelques années après son intégration,Ndiambé épousa une fille du village et fut envoyé par les gens de Gantour auprès du Damel du Kayor pour lui décrire l'état du lieu tout en revendiquant l'appartenance de leur localité au roi du Kayor. D'innombrables taxes ont été offertes à Damel à cet effet. Ndiambé fut à cette occasion nommé «Diawdine» de cette région. Pour ne pas bouleverser la hiérarchie déjà établie à Gantour,Ndiambé Diop fonda un nouveau village plus à l'Ouest de Gantour. Ce village porte le nom de Ndiébéne. Ce fut une déformation du mot «Ndiobéne» et toute la partie septentrionale de Gandiol lui fut confiée. Ce village fut l'un des trois villages-mères de la province de Gandiol.   
Après l’annexion de la province par le brac Diack Aram Bacar en 1749 des suites de la bataille de Ndob, le kady, par ailleurs représentant du roi du Walo, s'installa pour la première fois à Ndiébéne. À partir de ce moment Ndiébéne devenait la capitale de la province de Gandiol et cela jusqu'à la cession de la province à la colonie du Sénégal en 1861. Avant cette date toute decision importante est prise à Ndiébéne: les batailles de Dign sakh (opposant le Gandiol aux guerriers du walo), la bataille de Ricote quand les gandiol-gandiols battaient contre les ravisseurs d'esclave(les maures du trarza), la bataille de safilèm surnommée le conflit des épaves quand le Gandiol entrait en conflit contre la colonie du Sénégal le 4 septembre 1826 ou même la signature du traité entre la colonie du Sénégal et les gens de Gandiol le 15 décembre 1826. La bataille de Safilèm fut la première défaite que la France eut enregistré en Afrique.

## Administration
De par sa position géographique, Ndiébène se situe au cœur de la région historique du Gandiol.
Depuis 2014, avec l'adoption de l'Acte de 3 de la décentralisation, Ndiébène Gandiol est le chef-lieu de la commune de Gandiol.

## Organisation sociale et traditionnelle
La société de Ndiébéne est très hiérarchisée : on note les « guéér » (les nobles)  et les « guéweul ».  
Les nobles forment la classe dirigeante. Ce sont eux qui tiennent les commandes du village (les chefs du village). C'est aussi à leur sein que les imams sont choisis. 
La classe des griots est très bien organisée. Ils étaient les interlocuteurs entre administrateurs et administrés en échange de richesse et protection. Ils sont les porte-parole et les informateurs pendant les cérémonies religieuses. Le premier griot à s'installer dans le village de Ndiébéne fut Deuleuss Diouck,aïeul des Diouck et  fidèle compagnon de Ndiambé Diop premier chef dudit village.
Contrairement à maintenant toute union entre deux personnes de castes différentes était bannie.
A Ndiébéne, on a une sorte d'organisation qui défie la charte de Kourou kanfouga de 1235 pendant l'épopée de l'empire du Mali. Au moment où les Diop descendant de Ndiambé, épaulés par la famille Diagne de Ndiandiéne, se succèdent à la tête du village, les ministères de la défense et de l’intérieur sont jusque-là entre les mains des Wade de Bayakh, qui assurent aussi l'intérim en cas de vacance de poste. La justice est assurée par la famille Sèck de Ndiawar Boye Sèck. La famille Tall de Talléne se charge des terres (ministère de la décentralisation), etc.

## Activités économiques
Les activités économiques sont très diversifiées et parfois complémentaires. Qualifiés d'agriculteurs et de pêcheurs, les gens de Ndiébéne pratiquaient aussi de l'élevage. La prospérité de son commerce est due par sa position géographique et par son sel qui fut le produit le plus convoité. Les épaves, dont le pays bénéficiait, étaient en fait la source du premier conflit armé entre colonisateurs et autochtones sur les cotes sénégalaises. 
Les gens de Ndiébéne furent pour la plupart des agriculteurs et utilisaient des matérielles traditionnelles pour récolter du mil, du mais; du niébé, du manioc, de l'oignon et des légumes. L'arachide constitue la seule culture industrielle.
La pêche est une activité libre à tout individu. Ses lieux (mer, fleuve, marigot) se trouvaient dans un rayon de quelques kilomètres du village.leurs instruments étaient rudimentaires mais l'activité est rentable.
Le «mbaal-sanni», l'épervier est un instrument connu chez les gens de Ndiébéne. Les gens l’utilisaient souvent pour satisfaire leurs besoins des repas quotidiens. Cet instrument est plus commode et peut être à la portée de tous. Son mode d'emploi est simple, il suffit juste de le lancer, à partir de la rive ou de patauger un peu dans l'eau, pour prendre du poisson.
«le mbalou serre» ou filet dormant qu'on laisse dans le fleuve ou marigot jusqu'au petit matin.
«Le lac-téér» ou chaîne de plage, un filet en arc de cercle que l'on récupérer au niveau de la plage. Cet instrument est peu identique avec ce qu'on appelle «killé», un instrument qui sert à attraper les crevettes, langoustes, etc. 
la plupart des variétés de poissons et langoustes sont acheminer vers des lieux de vente comme saint-Louis ou vers d'autres villages.
Si la chasse et l'élevage sont des activités peu pratiquées à Ndiébéne; la récolte du sel est la principale activité des femmes du village. Ndiébéne est entouré des marais salants, lieux de production du sel. Ils sont le résultat de la transgression nouackchotien quand la mer a pénétré à l’intérieur des terres jusqu'à 250 km en amont de l'embouchure. Parmi les marais salants appelés aussi tann ou «takk» en langue locale, on peut citer Nianiou, Yéye, Deggar, Niaakoul, Mbotou, Neubal, Maroume Birame Boye, Moop, etc.
Ce n'est qu’après un processus de quelques mois que les eaux pluviales qui inondaient ces marais salants se transforment en sel. La qualité , la quantité du sel varient selon les tann et la quantité d'eau accumulée pendant l'hivernage. Le sel fut d'abord servi du payement d’impôt au Bourba jolof, du Brac, du Damel et à la colonie du Sénégal mais maintenant une part est relevé sous forme d’impôt à verser à l’État.
La récolte est très mouvementée et est la spécialité des femmes. Les quelques hommes qui accompagnent sont surnommés les «diarafs».Ils sont choisis par le grand diaraf qui n'est rien d'autre que celui qui aurait acheté les salines après chaque hivernage à la colonie du Sénégal et maintenant c'est celui qui se charge de veiller à la bonne marche des opérations de récolte et de répartition des tas de sel. Pendant la répartition des tas, le tiers revient aux femmes récolteuses, les deux tiers sont vendus pour s'acquitter des impôts non sans enlever une part importante pour les diarafs.
Aujourd'hui, nombreuses sont les femmes qui y travaillent et le sel traverse mime les frontières sénégalaises par l'intermédiaire des acheteurs venant de partout.  
Si les épaves restent des souvenirs lointains aux gens de Ndiébéne à qui le chef bénéficiait le tiers des bateaux pillés, le commerce étend ses tentacules.   
Étant un village situé à quelque 18 km de la première capitale du Sénégal, la vente des produits agricoles,halieutiques et animalières se portent bien. Son sel constitue une devise non négligeable pour les gens de Ndiébéne. Il leur permet de se procurer, par l'intermédiaire des «jula», marchands des denrées de premières nécessite. 
Aujourd'hui à Ndiébéne se vend toutes sortes de marchandises de luxe digne de son statut de chef lieu de la commune de Gandiol.